# Кобейн, Фрэнсис Бин
Фрэ́нсис Бин Кобе́йн (англ. Frances Bean Cobain; род. 18 августа 1992) — американская художница и модель. Единственный ребёнок музыкантов Курта Кобейна и Кортни Лав.

## Биография

### Ранние годы
Фрэнсис Бин Кобейн родилась 18 августа 1992 года в Лос-Анджелесе (штат Калифорния, США) в семье рок-музыкантов Курта Кобейна (1967—1994) и Кортни Лав (род. 1964). Кортни и Курт назвали свою дочь в честь Фрэнсис Макки из шотландской тви-поповой группы The Vaselines, вторым именем девочки стало имя Бин. Крёстными родителями Фрэнсис Бин стали друзья её родителей, рок-музыкант Майкл Стайп и голливудская актриса Дрю Бэрримор.
Последний раз Фрэнсис Бин видела своего отца живым, когда ей был 1 год и 8 месяцев — 1 апреля 1994 года, тогда она навещала его в реабилитационном центре Exodus Recovery Center, Курт пел ей песни, а 7 дней спустя — 8 апреля 1994 года — 27-летний Курт был обнаружен в своем доме мёртвым. Таким образом, девочка воспитывалась лишь матерью. К Кортни Лав, в свою очередь, проявлялось повышенное внимание со стороны социальных служб как к женщине, которая никогда не скрывала своих проблем с вредными привычками, в том числе с наркотиками. Несколько раз Фрэнсис Бин оставалась на попечении своих бабушки и дедушки во время реабилитации матери в клиниках.
18 августа 2010 года было сообщено, что она получила 37 % наследства от своего отца.

### Образование
Фрэнсис Бин посещала школу Happy Medium School в Сиэтле, а также прошла курс обучения в Highland Hall Waldorf School в Нортридже. Училась Кобейн достаточно хорошо, учёба ей давалась без особых усилий.

## Карьера
С подросткового возраста Кобейн давала различные интервью, в которых, в основном, рассказывала о своём желании попасть в шоу-бизнес, о родителях и собственном стиле.
Июнь-август 2008 года она работала стажёром для журнала Rolling Stone.
Выступала в качестве вокалистки.
Предполагалось, что в 2010 году 17-летняя Фрэнсис сыграет Алису в фильме «Алиса в Стране чудес», однако девушка ответила отказом, сославшись на подготовку к поступлению в университет.
В июле 2010 года в Лос-Анджелесской галерее состоялся показ картин, написанных Фрэнсис. Свои картины она представила под псевдонимом Tim Fiddle. Работы Фрэнсис почти сразу же были распроданы.
Кроме обретения финансовой самостоятельности, Фрэнсис участвовала в записи альбома дуэта Evelyn Evelyn.
В октябре 2012 Фрэн объявила, что её первая сольная выставка будет представлена в феврале 2013, однако выставка не состоялась.
В январе 2017 года стала лицом бренда Marc Jacobs, представив коллекцию одежды сезона весна-лето 2017.
В августе 2010 17-летняя Фрэнсис Бин отказалась от участия во многих перспективных голливудских проектах, в том числе от роли Беллы в фильме «Сумерки» и от роли Алисы в картине Тима Бертона «Алиса в стране Чудес».
Также Кобейн снималась в фотосессиях. В стиле «Гранж» на которых с ней работал фотограф Эди Слиман и в «Ретро-фотосессии» фотографом которой был Рокки Шенк, где Фрэнсис предстала очаровательной артисткой в духе старого Голливуда.
В 2014 году приняла участие в компании NO H8 Campaign.NO H8 — протестное движение против 8-й поправки в Калифорнии, которая запретила браки между людьми одного пола в этом штате.
В 2015 году стала исполнительным продюсером документального фильма про жизнь своего отца Курт Кобейн: Чёртов монтаж. И так же в 2015 году дала первое за долгое время интервью про своего отца журналу Rolling Stone (Интервью Фрэнсис для Rolling Stone 2015).
В 2016 году открыла свой персональный сайт, где можно приобрести её рисунки, а также различные аксессуары .
8 Марта 2018 года в Лос-Анджелесе, представила свою работу на выставке Other Peoples Children Launch And Store Opening.

## Личная жизнь
Ходят слухи, что с 2006 по 2007 встречалась с актёром Логаном Лерманом, но слухи не подтверждены. В 2010 начала встречаться с музыкантом Исаем Сильва, который старше её на 7 лет. Раньше он играл в группе The Rambles, на данный момент вокалист и гитарист группы The Eeries. В октябре 2011 года они обручились, а в 2015 году пара поженилась. В марте 2016 пара подала на развод. В графе о причинах развода Фрэнсис указала стандартную формулировку — «непримиримые разногласия». Как оказалось, по условиям брачного договора, после развода Исайя не получит ни цента из состояния супруги. Наследство Фрэнсис от отца оценивается в 450 миллионов долларов. Также после новости о разводе стало известно, что официальная регистрация брака Фрэнсис и Исайи состоялась не осенью 2015 года, когда СМИ писали о «тихом торжестве на берегу океана», а полутора годами ранее, в июне 2014. Всего отношения Фрэнсис Бин и её возлюбленного продлились 6 лет с 2010 по 2016 годы (в 2017 году их официально развели).
В 2021, начала встречаться со скейтбордистом Райли Хоуком, сыном Тони Хоука. Они поженились в Лос- Анджелесе 7 октября 2023 года. На свадьбе присутствовали лишь члены семьи. Церемонию проводил крестный отец Фрэнсис, Майкл Стайп из группы R.E.M. 17 сентября 2024 года у Фрэнсис и Райли родился сын, которого назвали Ронин Уокер Кобейн Хоук.